# De zeepkoning
De zeepkoning is het 45ste stripverhaal van Jommeke. De reeks wordt getekend door striptekenaar Jef Nys.

## Personages
- Jommeke
- Flip
- Filiberke
- Choco
- Charlotte
- Prosper
- kleine rollen: Annemieke, Rozemieke, Pekkie, Marie, directeur zeepfabriek e.a.

## Verhaal
Jommeke leest in de krant dat een zeepfabriek een prijskamp inricht. Ze zoeken iemand die zich drie maanden niet wil wassen om daarna aan te tonen hoe goed hun zeep is. Jommeke wil Choco inschrijven, maar dat mag niet van de Miekes. Gezien Filiberke een hekel heeft aan water en zeep, besluit hij zich in te schrijven. Jommeke en zijn vrienden zullen er over waken dat hij zich al die tijd niet wast. Al snel blijkt dat het grootste probleem de moeder van Filiberke is. Zij dringt er steeds op aan dat Filiberke zich gaat wassen. Ze zoeken de ene uitvlucht na de andere om aan een wasbeurt te ontsnappen. Uiteindelijk vluchten Jommeke en Filiberke weg, maar ze worden al snel op de hielen gezeten door Filiberkes moeder die hem wil wassen.
Dit resulteert in een voortdurende achtervolging, waarbij ze onder meer in de haven belanden. De vrienden duiken onder in een schip, maar ook nu geraakt Filiberkes moeder aan boord. Filiberke mag er de machinekamer schoonmaken. Filiberkes moeder moet er koken, maar draait slaappillen in de soep waardoor ze met de slapende Filiberke kan ontsnappen. Jommeke en Flip ontdekken dit en zetten de achtervolging in. Ze kunnen Filiberke weer in handen krijgen, maar moeten opnieuw op de vlucht voor zijn moeder. Tijdens de vlucht krijgt Filiberke onder meer roet van een schoorsteen over zich en belandt hij in een vat teer. Daarna krijgt ook nog verf en taarten over zich. Ze verstoppen Filiberke uiteindelijk in een kluis. Jommeke laat de kluis naar de zeepfabriek brengen waarop het bedrijf een feest organiseert om hun zeep te demonstreren. Na het openen van de kluis krijgt Filiberkes moeder eindelijk de kans haar zoon te wassen. De zeep blijkt te werken waarna de directeur van de fabriek Filiberke uitroept tot de 'zeepkoning' en hem 2000 stukken zeep schenkt. Terug thuis blijkt een berg afwas op de moeder van Filiberke te wachten.

## Achtergronden bij het verhaal
- In dit album maakt de moeder van Filiberke haar debuut in de reeks. Ze was eerder al ter sprake gekomen, maar nog nooit in beeld gebracht, dit in tegenstelling tot Filiberkes vader die al eerder in de reeks kort voorkwam. In dit album heeft zij nog geen naam. Pas veel later in de reeks blijkt ze Charlotte te heten. De naam van Filiberkes vader, Prosper, komt wel al in dit verhaal voor. Net als Marie, Jommekes moeder, is Charlotte huisvrouw.
- Het verhaal behoort tot de achtervolgingsverhalen in de reeks, waarbij Jommeke en zijn vrienden het hele verhaal door uit de klauwen van een boef moeten blijven. Afwijkend op dit thema is echter dat er ditmaal geen schat of ander waardevol voorwerp beveiligd moet worden voor misdadigers, maar dat ze gewoon op de vlucht zijn voor Filiberkes moeder die hem wil wassen. Het luchtige thema over kinderen die zich niet graag wassen wordt gebruikt om verschillende ludieke verhaaltjes aan elkaar te knopen.
- Dit is een van de populairste Jommekesalbums. In een bevraging van stripspeciaalzaak.be-lezers eindigde het album op nummer 8.[1]
- De Zeepkoning is het laatste verhaal waarvan het scenario én alle tekeningen van de hand van Jef Nys zijn.[2]